# Paula van der Oest
Paula van der Oest (nacida en 1965) es una directora de cine y guionista neerlandesa. Su película Zus & Zo de 2001 fue nominada para el Óscar a la Mejor Película en Idioma Extranjero.

## Carrera
Con su proyecto final para la Academia Holandesa de Cine y Televisión, Zinderend ganó un Premio Cannon en 1988. En los años siguientes trabajó como asistente de dirección, hasta que regresó en 1994 como directora. Para la serie Lolamoviola realizó los cortometrajes Coma y Aquiles en het zebrapad. Por la primera, ganó un Becerro de Oro al mejor drama televisivo.
En 1996 Van der Oest dirigió su primer largometraje, De nieuwe moeder. Su marido en ese momento, Theu Boermans, tuvo un papel en la película (más tarde, él también tendría un papel en Zus & Zo). Con Zus & Zo, basada en The Three Sisters de Chéjov, Van der Oest dirigió su primera película de reconocimiento internacional en 2001. La cinta fue nominada a un premio Óscar en la categoría de mejor película de habla no inglesa en 2003. En 2001 escribió el guion del telefilme Roos y Rana.
A continuación dirigió la cinta de suspenso Moonlight (2002), el largometraje dramático Madame Jeannette (2004) y la película  basada en un libro de Renate Dorrestein, Verborgen gebreken (2004). Moonlight fue incluida en la edición número 25 del Festival Internacional de Cine de Moscú. En 2011 dirigió Black Butterflies, basada en la vida y obra de la poetisa sudafricana Ingrid Jonker.

## Filmografía
- 1988 - Zinderend
- 1994 - Coma
- 1995 - Achilles en het zebrapad
- 1996 - Always yours, for never
- 1996 - De nieuwe moeder
- 1997 - Smakeloos
- 1998 - Meedingers
- 1998 - De trip van Teetje
- 1999 - Link spel
- 2001 - Zus & Zo
- 2002 - Moonlight
- 2004 - Madame Jeanette
- 2004 - Verborgen gebreken
- 2008 - Tiramisu
- 2008 - Wijster
- 2011 - Black Butterflies
- 2011 - Mixed Up
- 2012 - The Domino Effect
- 2014 - Accused
- 2016 - Tonio[1]

## Premios y distinciones
Premios Óscar
| Año  | Categoría                                       | Película | Resultado |
| ---- | ----------------------------------------------- | -------- | --------- |
| 2003 | Mejor película extranjera (de habla no inglesa) | Zus & Zo | Nominada  |